# Allium roylei
Allium roylei — вид рослин з родини амарилісових (Amaryllidaceae); поширений у Афганістані, Пакистані, північній Індії.

## Опис
Цибулини яйцюваті, довжиною 2–3 см; зовнішні оболонки червонувато-коричневі. Стеблина 20–40 см заввишки, основа вкрита листовими піхвами. Листків 1–3, лінійні, завширшки 1–2 мм, жолобчасті. Зонтики півсферичні, 2–3 упоперек. Листочки оцвітини овальні, довжиною 6–8 мм, червонуваті, гострі.

## Поширення
Поширення: Афганістан, Пакистан, Індія (Уттар-Прадеш, Джамму та Кашмір, Гімачал-Прадеш).